# Milton do Prado
Milton do Prado Franco Neto (Aracaju, 25 de abril de 1972) é um cineasta e professor brasileiro.

## Biografia
Cursou Medicina durante três anos (1990-93) na UFSE. Ao mesmo tempo, participava do Cineclube Fantomas, em Aracaju. Em 1994, mudou-se para Porto Alegre, formando-se em Jornalismo na UFRGS. 
Desde 1996 trabalha com cinema e televisão, primeiramente como assistente de montagem na Casa de Cinema de Porto Alegre, depois como curador da Sala P. F. Gastal da Prefeitura de Porto Alegre, e mais tarde como montador e produtor.
Em 1999, dirigiu com Amabile Rocha o curta-metragem "O velho do saco", baseado no conto de Hoffmann.  Foi presidente da Associação Profissional de Técnicos Cinematográficos do Rio Grande do Sul (2001-2003). Em 2004, com os parceiros Fabiano de Souza, Gustavo Spolidoro e Gilson Vargas, criou a produtora Clube Silêncio , que realizou os longas-metragens "Ainda orangotangos" (2008) e "A última estrada da praia" (2010). Em seguida a produtora foi dissolvida, e em 2010 Milton do Prado e Fabiano de Souza fundaram a Rainer Cine, pela qual realizaram "Nós duas descendo a escada". 
Desde 2003, Milton do Prado é professor de cinema, na Unisinos. Entre 2005 e 2008 viveu em Montreal, no Canadá, onde obteve Mestrado em Estudos Cinematográficos na Universidade Concórdia, com dissertação sobre o cineasta francês Jacques Rivette.  De volta a Porto Alegre em 2009, em 2012 tornou-se Coordenador do Curso de Realização Audiovisual da Unisinos. Desde 2011, é também um dos editores da revista Teorema. 

## Premiações
Em 2004, Milton do Prado recebeu o prêmio de melhor montagem no Festival de Cinema de Gramado, pelo curta-metragem "Cinco naipes". 
Em 2013, co-dirigiu com Fabiano de Souza o documentário "Os filmes estão vivos", sobre a trajetória intelectual do crítico de cinema Enéas de Souza, premiado em Gramado com o Prêmio da Crítica e Prêmio Especial do Júri. 

## Filmografia[9]

### como diretor
- 2013: "Os filmes estão vivos" (documentário, com Fabiano de Souza)
- 1999: "O velho do saco" (curta, com Amabile Rocha)

### como montador
- 2017: "Bio" (dir. Carlos Gerbase)
- 2015: "Nós duas descendo a escada" (dir. Fabiano de Souza]])
- 2014: "5 cigarros e um beijo" (episódio da série "Ocidentes", para TVE RS)
- 2013: "Linda, uma história horrível" (curta)
- 2012: "Vida de república (série para Canal Futura)
- 2011: "Mulher de Fases" (série para HBO)
- 2010: "A última estrada da praia" (dir. Fabiano de Souza)
- 2008: "4 destinos" (série para RBS TV)
- 2008: "Dois coveiros" (curta)
- 2007: "Odeon" (curta)
- 2006: "A domicílio" (curta)
- 2006: "Sketches" (curta)
- 2006: "Lótus" (curta)
- 2005: "Prato do dia" (curta)
- 2004: "Cinco naipes" (curta)
- 2003: "João" (curta)
- 2003: "Becos" (curta)
- 2003: "Sintomas" (curta)
- 2002: "Domingo" (curta)
- 2002: "Lembra, meu velho?" (curta)
- 2002: "Vaga-lume" (curta)
- 2002: "O bochecha" (episódio da série "Contos de inverno", para RBS TV)
- 2001: "Suco de tomate" (curta)
- 2001: "Vênus" (curta)
- 2001: "The beginning" (curta)
- 2001: "Tudo num dia só" (episódio da série "Contos de inverno", para RBS TV)
- 2001: "A importância do currículo na carreira artística" (episódio da série "Contos de inverno", para RBS TV)
- 2001: "Faustina" (episódio da série "Contos de inverno", para RBS TV)
- 2000: "A verdade às vezes mancha" (curta)
- 1998: "Nocturnu" (curta)
- 1997: "Continuidade" (curta)